# Geotargeting

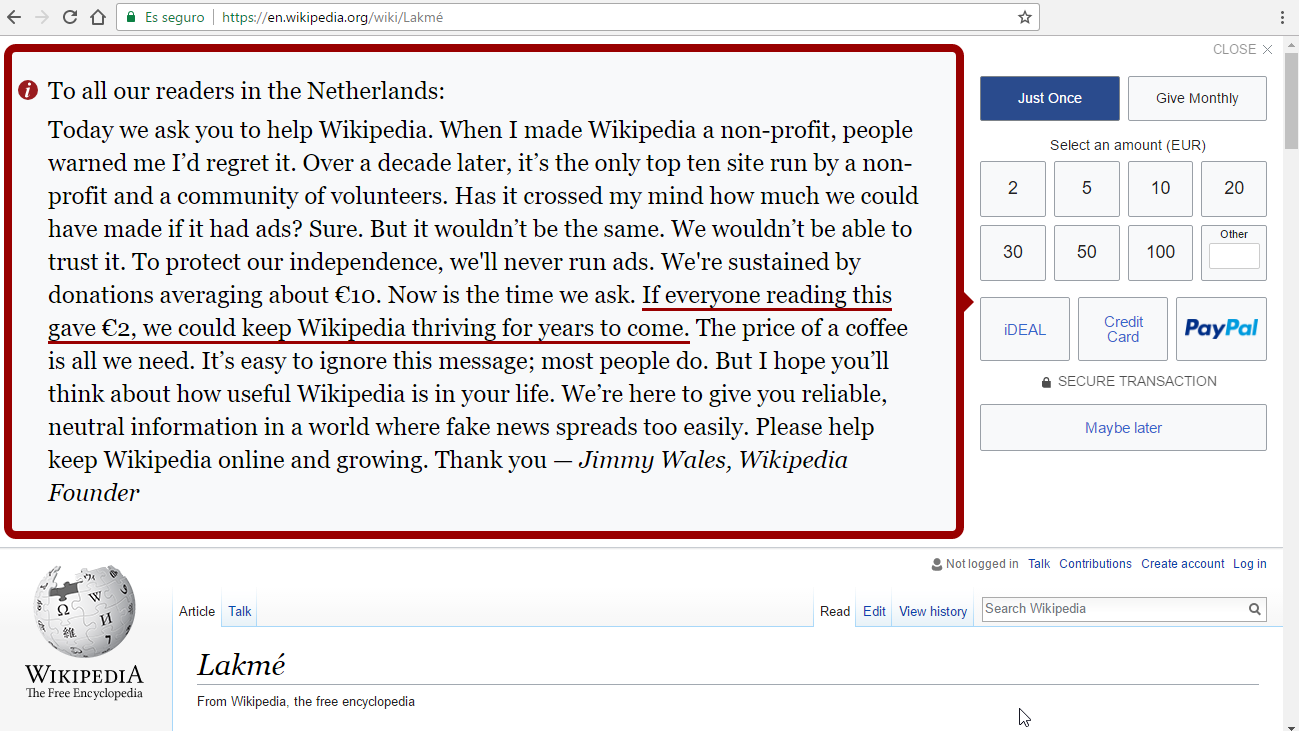
Ejemplo de geotargeting usado para desplegar contenido específico para los Países Bajos.

Geotargeting (en español: "geofocalización") es la técnica que permite enfocar contenido o anuncios específicos para la región del visitante, identificando su procedencia por medio de la dirección IP.
El geotargeting en SEO  y marketing en internet es el método de determinación de la geolocalización de un visitante del sitio web y la entrega de contenido distinto al visitante basado en su ubicación, como país, región / estado, ciudad, código de área metropolitana / código postal, organización, dirección IP, ISP u otros criterios. Un uso común de orientación geográfica se encuentra en la publicidad en línea, así como televisión por internet con sitios como iPlayer y Youtube, que restringe el contenido a los usuarios geolocalizadas en países específicos; este enfoque sirve como medio de aplicación de la gestión de derechos digitales. El uso de servidores proxy y redes privadas virtuales se puede usar para das una falsa ubicación.

## Información geográfica proporcionada por el visitante
En geotargeting se utiliza un software de geolocalización. La geolocalización se basa en información personal geográfica y otras, que son proporcionadas por los navegadores, S.O. y otros sistemas.
Tanto Google como Bing y algún otro motor de búsqueda suelen mostrar sus resultados para las mismas palabras clave dependiendo de en qué sitio se hace la búsqueda. También se toman en cuenta varios factores, como el idioma de la página, la IP del servidor, el código de país (.ar, .cl, .br, .uy) del dominio (ccTLD), el idioma de los sitios que enlazan a nuestro dominio, la configuración en Google Webmaster Tools, las etiquetas META-geo (soportadas solo por Bing y Yahoo), entre otros factores.
La solución más acertada para este tipo de dilema de ubicación es usar el multidominio y así tener diferentes contenido, incluso diferentes webs adaptadas a las necesidades de cada región, usando el código TDL que elijamos. Aparte del dominio nos permite también usar etiquetas META-geo, tener diferentes servidores (hosting) alrededor del mundo y utilizar direcciones IP del país apuntado. Si por algún motivo escogemos un dominio genérico (.com, .net. org o algún otro) podremos ubicar la orientación geográfica desde Google Webmaster Tools. La segunda mejor solución es tener múltiples subdominios y utilizar META-geo tags, tener diferentes IPs y ubicar la orientación geográfica desde Google Webmaster Tools. Por último, teniendo carpetas solo se podrían usar etiquetas META-geo y orientación geográfica desde Google Webmaster Tools.

## Geoaudiencias
El término geoaudiencias se refiere a una audiencia anónima, basada en datos geográficos y con el consentimiento del consumidor para ser impactados con base en su ubicación geográfica. Gracias a las geoaudiencias es posible recibir mensajes publicitarios adaptados en el momento en el que el usuario está realizando una compra. 
Con la desaparición de las cookies se temía el regreso a la publicidad intrusiva, sin embargo, en este contexto cobra relevancia el nuevo planteamiento de las geoaudiencias, donde los datos de los usuarios son completamente anónimos. 
Diferentes fuentes de información geo proveen de datos sociodemográficos, puntos de interés, movilidad, tráfico, consumo... Combinando todas estas fuentes se puede saber qué grupos de personas están en qué lugares y cuándo.

## IP spidering
El descubrimiento automatizado de información de geolocalización a nivel de persona/organización/ciudad del usuario es una herramienta avanzada y depende del análisis previo de todo el espacio de direcciones IP. Hay más de 4 mil millones de direcciones IPv4 posibles y el análisis detallado de cada una de ellas es una tarea hercúlea, especialmente a la luz del hecho de que las direcciones IP se asignan, reasignan, mueven y cambian constantemente. Para mantenerse al día con estos cambios, se necesitan algoritmos complejos, tecnología de mapeo y medición de ancho de banda y mecanismos de entrega finamente ajustados. Una vez que se analiza todo el espacio IP, cada dirección debe actualizarse periódicamente para reflejar los cambios en la información de la dirección IP sin invadir la privacidad del usuario. Este proceso es similar en escala al web spidering.